# Nisi Masa
NISI MASA je europska mreža udruga, trenutno prisutna u 19 zemalja. Te udruge okupljaju mlade profesionalce, studente i entuzijaste sa zajedničkim interesom za europski film. Osnovana je 2001. godine, te ukljućuje udruženja iz zemalja Europske unije, te Hrvatske, Makedonije, Kosova, Turske i Rusije. Broji oko 1000 individualnih članova.
NISI MASA je neprofitna organizacija, koju među ostalima prodržava Europska unija (Mladi, Otvoreno Društvo i MEDIA Programi), Vijeće Europe, Europska kulturna fundacija, Allianz kulturna fundacija, Fondation de France, te Ministarstvo mladih, sporta i socijalnog društva.
Glavni ciljevi NISI MASE su otkrivanje mladih filmskih talenata, razvijanje kros-kulturalnih audio-vizualnih projekata, promicanje europskih vrijednosti kroz prizmu kinematografije, te kreiranje mreže za diskusije i suradnju europkih filmaša.
NISI MASA je organizator mnogih projekata, među kojima je godišnji Europski natječaj za scenarij za kratki film, filmske i scenarističke radionice, projekcije, seminari o temama na području filma, te publikacije-knjige i filmska izdanja, mjesečni glasnik, te dnevne novine na filmskim festivalima poput Cannes Film Festivala.
Svaki projekt je organiziran od strane jedne ili više udruženja. Sve aktivnosti koordiniraju se iz glavnog ureda smještenog u Parizu, Francuska.

## Porijeklo
NISI MASU su osnovala tri filmska entuzijasta, 2001. godine. Cilj im je bio stvoriti eurosku platformu za suradnju mladih filmaša. Sedam godina kasnije, broj zemlja članica se popeo na 19.
Ime „NISI MASA“ proizašlo je iz filma 8 ½ Frederica Fellinija u kojem Marcello Mastroianni ponavlja frazu Asa Nisi Masa. Rečenica ne pripada ni jednom poznatom jeziku,te samim time simbolizira jedinstvo mladih filmaša.

## Glavne aktivnosti
NISI MASA je mreža mladih filmaša.Glavno područje njihovog zanimanja je audiovizualno djelovanje diljem Europe, s naglaskom na interkulturalni dijalog i razmjenu. Sastanci i radionice se održavaju tokom cijele godine, diljem Europe, često u suradnji s filmskim festivalima.

### Natječaj za kratki film
Kako bi ukazali i pronašli mnoge mlade talente, NISI MASA od 2002. godine organizira godišnji Europski natječaj za kratki film. Nagrađenim scenarijima pomađe u produkciji i disribuciji. Mladi između 18 i 28 godina mogu sudjelovati sa svojim scenarijem. Svake godine izabire se nova teme za scenarije. Od 2002. godine u natječaju je sudjelovalo više od 1000 scenarija. Desetak kratkih filmova producirano je uz pomoć NISI MASE.
Pravila i više informacija mogu se pronaći na službenim stranicama projekta  Arhivirana inačica izvorne stranice od 4. svibnja 2016. (Wayback Machine).

U Hrvatskoj je ovaj natječaj organiziran od 2006. godine od strane scenarističkog projekta Hrvatskog filmskog saveza Palunko. Informacije o proteklim natječajima moguće je naći na službenim stranicama projekta Palunko posvećenim natječaju  Arhivirana inačica izvorne stranice od 25. svibnja 2011. (Wayback Machine).

### Filmske i scenarističke radionice
Jedna od glavnih aktivnosti NISI MASE je razviti mnoge kros-kulturalne audiovizualne projekte i scenarističke radionice. Na scenarističkim radionicama sudionici raspravljaju o svojim scenarijima, prepreavljaju ih, te ih uobličavaju u formu za prezentiranje na europskim marketima. Pod patronažom iskusnih internacionalnih mentora, mladi Europljani održavaju kolektinve brainstorminge, rade u grupama ili samostalno, te tim putem dobivaju različite reakcije na svoje scenarije. Posljednje filmske radionice su bile koncentrirane posebice na gradove u kojima su se održavale. Sudionici tih radionica dolaze iz različitih kultura, te svojom različitošću pridonose multikulturalnosti projekta, na kojem su intenzivno radili u kratkom vremenskom roku.
Neke od posljednjih radionica NISI MASE:

#### Vizije Istambula
U travnju 2007.godine, osam grupa mladih filmaša iz cijele Europe, sastali su se u Istambulu da bi snimili dokumentarni film o Istambulu iz njihove perspektive, otkrivajući grad koji je na raskrižju istočne i zapadne kulture. Time su sudionici pobliže shvatili tursku kulturu i običaje.
Filmovi su prikazani na poznatom Istanbul Film Festivalu. Ideja za projekt proizišla je od sličnog projekta organizirtanog od strane NISI MASE, koji se odvijao u Parizu 2006. godine
- „ 20 vizija Pariza“.	

#### Snijeg
U studenom 2007.održana je još jedna filmska radionica u Turskoj, u gradu Karsu koji je na istoku zemlje.Ovaj grad je bio inspiracija dobitniku Nobelove nagrade Orhanu Pamuku, za njgovu knjigu „Snijeg“, što je također bila polazišna točka ove radionice. Deset odabranih mladih Europljana bili su pozvani da snime kratke filmove inspirirane knjigom. Namjera radionice je bila uvidjeti kako je knjiga Orhana Pamuka utjecala na filmaške vizije Karsa.
Radionica je napravljena u suradnji s 13. Festival of European Films on Wheels.

#### Kino-vlak
18 mladih filmaša putovali su putevima slavne Trans-sibiske željeznice, od Moskve do Vladivostoka u rujnu 2008. godine. U suradnji s ruskom organizacijom Moviment, koristile su se posebne metode rada, one koima su se služili ruski filmaši 1930ih, predvođeni Aleksandrom Medvedkinom kada su filmske ekipe putovale su kroz Rusiju u specijalno opremljenim vagonima i dokumentirale tadašnji Sovjetski savez. 2008. godine, šest ekipa odlučilo je ponoviti njihov poduhvat, ali s temom „Gdje prestaje Europa“, putujući 9 302 kilometara slavnim željezničkim putem.Dokumentarnio filmvi koji su nastali, imali su premijeru 
na 6. Vladivostok International Film Festivalu.

#### Script&Pitch
Script&Pitch je napredna scenaristička radionca za scenariste i pisce dijaloga koji rade za film ili televiziju. Organizirana je u suradnji sa Scuola Holden (Torino, Italija). Prva radionica održana je 2005. godine, a 2008. godine dvadeset sudionika iz cijele Europe- 16 scenarista i 4 pisca dijaloga su prošli kroz cijel proces stvaranja; od generiranja ideja, strukturiranja materijala, prve i druge ruke scenarija, do finalnog obilka, te prezentiranja scenarija pred pozvanim producentima i distributerima.

#### European Short Pitch
Događaj potaknut od strane NISI MASE, nastavak je Skript&Picha koji je namijenjen pobjednicma Natječaja za kratki film, od 2004. godine. Njegov cilj je produkcija kratkih filmova, poglavito u europskim koprodukcijama, te praćenje filma kroz sve njegove faze - od scenarija, traženja redatelja i producenta, do distribucije filma. Događaj se odvija u dvije faze; rad na scenariju i predstavljanje potencijalnm producentima i distributerima, za vrijeme jednog od najvažnijih festivala kratkog filma u Europi, Festival International du Court Métrage Clermont-Ferrand.

### Izdavaštvo
NISIMAZINE je mjesečni glasnik mreže, koji se bavi temama poput trendova u europskoj kinematografiji, predstavlja mlade filmaše, te obavještava o budućim projektima mreže.
NISI MASA izdaje i dnevne biltene za vrijeme filmskih festivala, koje nastaju u novinarsko-filmskim radionicama koje se održavaju za vrijeme:
∞	Cannes Film Festival, Francuska ( 2006./2007./2008.)
∞	Torino Film Festival, Italija (Studeni 2007./2008.)
∞	DocPoint – Helsinški festival dokumentarnog filma, Finska (Sječanj 2008.)
∞	Alba International Film Festival, Italija (Ožujak 2008.)
∞	Cinéma Verité – Iranski festival dokumentarnog filma, Tehran (Listopad 2008.)
∞	IDFA – Internationalni festival dokumentarnog filma Amsterdam, Nizozemska (Studeni 2008.)
∞	Festival of European Films on Wheels, Kars, Turska(Studeni 2008.)

### Balkanski identitet, Balkanska kinematografija
Publikacije je zapravo niz eseja, nastalih za vrijeme seminara organiziranog u suradnji s Art Group Haide, u ožujku 2006., u gradu Blagoevgrad u Bugarskoj. Seminar je okupio 25 sudionika, od kojih osam iz zemlja Balkana. Glavna tema seminara bila je utjecaj društva na kinematografiju. Kroz razne radionice sudionici su raspravljali pitanje „Koje su tipične predodžbe o Balkanskim zemljama?“. Tekst ove knjige je zaključak koji su sudionici donijeli nakon rasprava koje su trajale tjedan dana.

### Ljudska prava & Vizualna kultura (elektronička knjiga)
Ova elektronička knjiga je proizašla iz seminara „Ljudska prava i Audiovizualna kultura“ koji se održao u studenom 2006. u Ankari, Turska, u suradnji s 11th Festival of European Films on Wheels. Sudjelovalo je 30ak mladih europskih filmaša.
NISI MASA redovito izdaje DVD kompilacije europskog kratkog filma-filmova nastalih na radionicama,te filmove pobjednike na Natječaju za kratki film.

## Podrška
Neprofitnu organizaciju podupiru između ostalih, Europska unija(sa svojim programima Mladi, Otvoreno društvo i MEDIA ), Vijeće Europe, Europska kulturalna fundacija, te Allianz Cultural Foundation i Fondation de France.

## 20 Članica organizacija NISI MASA
•	Austrija – kino5 (http://www.kino5.net  Arhivirana inačica izvorne stranice od 2. prosinca 2021. (Wayback Machine))
•	Belgija - Ciné Script (http://www.cinescript.be  Arhivirana inačica izvorne stranice od 18. svibnja 2009. (Wayback Machine))
•	Bugarska – Seven (bulgaria@nisimasa.com)
•	Hrvatska– Palunko (http://www.palunko.org)
•	Hrvatska– Kino Klub Zagreb (http://www.kkz.hr)
•	Češka – Fresh Film Fest (http://www.freshfilmfest.net)
•	Finska - Euphoria Borealis (http://www.euphoriaborealis.net  Arhivirana inačica izvorne stranice od 13. studenoga 2020. (Wayback Machine))
•	Francuska - Nisi Masa France (http://www.nisimasafrance.org/%5Bneaktivna+poveznica%5D)
•	Njemačka – filmArche (http://www.filmarche.de/)
•	Mađarska- Cras tibi (http://nisimasa.blog.hu/)
•	Italija – Franti Nisi Masa Italia (http://www.frantinisimasa.it/  Arhivirana inačica izvorne stranice od 27. srpnja 2009. (Wayback Machine))
•	Kosovo - 7arte (http://www.7-arte.org/web/  Arhivirana inačica izvorne stranice od 10. ožujka 2009. (Wayback Machine))
•	Makedonija – Nisi Masa Macedonia (http://nisimasamacedonia.blogspot.com/)
•	Nizozemska - FILMNETWERK / MECCAPANZA (http://www.meccapanza.eu/  Arhivirana inačica izvorne stranice od 28. kolovoza 2008. (Wayback Machine))
•	Rumunjska- Argo Audiovisual Association (http://www.argovisual.ro  Arhivirana inačica izvorne stranice od 11. svibnja 2011. (Wayback Machine))
•	Rusija – Moviement (http://cinetrain.ru/)
•	Švedska - Nisi Mini – (http://www.nisimasa.se/  Arhivirana inačica izvorne stranice od 8. siječnja 2020. (Wayback Machine))
•	Turska- Nisi Masa Turkey (http://nisimasaturkey.blogspot.com/)

## Vanjske poveznice
•	http://www.rhiz.eu/institution-12431-en.htmlttp://www.rhiz.eu/institution-12431-en.html  Arhivirana inačica izvorne stranice od 20. srpnja 2011. (Wayback Machine)
•	http://www.toutlecine.com/cinema/l-actu-cinema/0000/divers-00003834-nisi-masa-fait-son-cinema.html?cmpid=C09ptvflux  Arhivirana inačica izvorne stranice od 4. kolovoza 2008. (Wayback Machine)
•	http://cineuropa.org/newsdetail.aspx?lang=en&documentID=66351
•	http://www.dvoted.net/index.php?option=com_content&task=view&id=909&Itemid=121  Arhivirana inačica izvorne stranice od 8. siječnja 2020. (Wayback Machine)
•	http://www.axelibre.org/cinema/article_artmaniaque_cinema.php?id_article=492  Arhivirana inačica izvorne stranice od 20. studenoga 2008. (Wayback Machine)